# Talky
Talky (ukr. Тальки) – wieś na Ukrainie, w obwodzie żytomierskim, w rejonie nowogrodzkim, nad Słuczą. W 2001 roku liczyła 397 mieszkańców.